# Бірюсинськ
Бірюсинськ (рос. Бирюсинск) — містов Росії, в Тайшетському районі Іркутської області, місто-супутник Тайшета. Утворює Бірюсинське міське поселення. Найзахідніше місто області.

## Географія
Місто розташоване в південно-західній частині Бірюсинського плато, на правому березі річки Бірюси (басейн Ангари), за 682 км від Іркутська, 12 км від Тайшета і за 400 км від Красноярська.

## Історія[3]
У 1897 році при будівництві Великого Сибірського залізничного шляху був заснований роз'їзд Суєтіха (рос. Суетиха). Згідно однієї з версій, назва "суєтіха" виникла завдяки метушні, що була при будівництві залізничного мосту.  
До 1899 навколо роз'їзду сформувалося невелике поселення.
У 1912 році запущено першу пилораму.
У 1929 році був зданий в експлуатацію чотирирамний лісопильний завод.
У 1933 році збудовано клуб ім. Паризької комуни та будівлю залізничного вокзалу.
У 1934 році село Суєтіха перетворено на робоче селище.
1952 року на гідролізному заводі вироблено першу продукцію — етиловий спирт.
11 травня 1967 року робочому селищу Суєтіха надано статус міста районного підпорядкування з перейменуванням на місто Бірюсинськ, від річки Бірюса, що протікає неподалік.

## Населення
Згідно з переписом 2010 року населення міста Бірюсинськ становить 8981 осіб. Національний склад: росіяни - 93,9%, українці - 3,0%, татари - 1,6%.